# Godo Díaz
Gonzalo Díaz Sangiorgio, más conocido como Godo Díaz (Buenos Aires, 28 de abril de 1980) es un jugador profesional de pádel que en la actualidad ocupa la 50.ª posición en el ranking World Padel Tour. Su pareja deportiva es Mati Marina y es el hermano pequeño de Matías Díaz.

## Carrera deportiva
Godo Díaz comenzó a jugar al pádel a los 11 años, tras elegirlo por encima del tenis. Entrenó en el CEPAC (Centro de Entrenamiento de Padel de Alta Competencia) junto a Fede Quiles, Matías Díaz o Fernando Belasteguín.
A los 18 años, Sebastián Pinto se convirtió en su pareja deportiva.
Durante su carrera ha jugado junto a jugadores como Jordi Muñoz o Willy Lahoz.
En 2015 comenzó jugando junto a Ramiro Moyano, con quien ganó el Valencia Challenger y el Madrid Challenger. Precisamente, después de este torneo, ambos se separaron como pareja.
En 2017, Luciano Capra se convirtió en su nueva pareja, obteniendo resultados destacables en este año. Ambos lograron la victoria en el Lisboa Challenger, ganando en la final a Seba Nerone y Alejandro Ruíz Granados.
En 2018 jugó con Aday Santana.